# Erik Dahl (konstnär)
Nils Erik Konstantin Dahl, född 25 juli 1918 i Örkelljunga, död 24 februari 2009 i Helsingborg, var en svensk yrkesmålare och konstnär.
Han var son till målarmästaren John Dahl och Ruth Karlsson samt från 1947 gift med Grethe Gaarde Jacobsen (1926–1982). Han var bror till konstnären Börje Dahl.
Dahl studerade vid Skånska målarskolan i Malmö samt under studieresor till Danmark. Han medverkade i utställningar med Helsingborgs konstförening. Hans konst består av stilleben, landskap och porträtt i olja eller träsnitt. 
Erik Dahl är gravsatt på Välluvs kyrkogård.